# 11449 Stephwerner
11449 Stephwerner este un asteroid din centura principală de asteroizi.

## Descriere
11449 Stephwerner este un asteroid din centura principală de asteroizi. A fost descoperit pe 22 august 1979 la Observatorul La Silla de Claes-Ingvar Lagerkvist. Asteroidul prezintă o orbită caracterizată de o semiaxă mare de 2,91 ua, o excentricitate de 0,04 și o înclinație de 1,1° în raport cu ecliptica.